# Аарон Єрусалимський
Аарон Єрусалимський, також відомий як Абу аль-Фарадж Харун, був караїмським богословом ХІ століття, який проживав в Єрусалимі.

## Граматик
Про Аарона було мало відомо, доки Адольф Нойбавер не виявив серед колекції рукописів Авраама Фірковича в Санкт-Петербурзі важливі фрагменти арабською мовою "Муштаміл" (всеосяжний), єврейської граматики, що складається з восьми книг. Під час вивчення цих фрагментів Бахеру вдалося відкрити невідомого граматика. Самуїл Познанський опублікував кілька цінних зразків творчості Аарона; і, за пропозицією Авраама Гаркаві, він пролив нове світло на автора та деякі інші його твори: а саме «Кітаб аль-Кафі», коментар до П’ятикнижжя, який часто цитують караїмські письменники, та лексикографічний твір із назвою "Sharḥ Alalfaẓ", частина якого збереглася в Британському музеї.
Ааарон був визнаний в раввіністів як один із основних представників караїмського віровчення і великим авторитетом по граматиці і тлумачень. Він цитується Авраамом ібн Езрою в передмові до свого Мознаїма як "мудрець Єрусалима, невідомий мені по імені, який написав вісім книг з граматики, таких же дорогоцінних, як сапфір". Мойсей ібн Езра називає його "мудрецем Єрусалиму, який написав "Муштаміл", а також цитує його як "шейха Абу аль-Фараджа з Єрусалима, який не є прихильником нашої релігійної спільноти". Юда ібн Валаам також згадує "граматика Святого Міста"; а Йона ібн Йона у своїй «Рішмі» розповідає, що Яків де Леон привіз йому з Єрусалиму «копію книги автора, який там жив, але імені якого він утримується від згадування», оскільки, як припускає Бахер, він був караїмом.
Абу аль-Фарадж іноді цитує з іврит-арабського словника, складеного Давидом бен Абрахамом аль-Фасі.

## Зовнішні посилання
- AARON OF JERUSALEM (called also Abu al-Faraj Harun ben Alfarez, the Grammarian of Jerusalem) [Архівовано 16 жовтня 2011 у Wayback Machine.]